# Igrzyska Dalekiego Wschodu 1934
X Igrzyska Dalekiego Wschodu miały miejsce w maju 1934 roku w stolicy Filipin, Manili. Odbyły się po 4 latach od ostatniej imprezy, w przeciwieństwie do lat poprzednich, kiedy to Igrzyska były organizowane co dwa lata.
X Igrzyska Dalekiego Wschodu zostały zorganizowane na specjalnie na tę okazję wybudowanym stadionie Rizal Memorial Stadium.
Impreza ta była najliczniej reprezentowana ze wszystkich Igrzysk Dalekiego Wschodu. Brało w nich udział siedem państw:
- Chiny
- Filipiny (organizator)
- Holenderskie Indie Wschodnie
- Hongkong
- Japonia
- Tajlandia
- Związek Malajski